# Liste de sigles et acronymes dans les domaines astrophysique et astronautique
Voici une liste de sigles et acronymes utilisés dans les domaines astrophysique et astronautique. Sont inclus dans cette liste :
- des télescopes et instruments d'observation dans l'espace et au sol (par ex. TESS, ELODIE et le VLT) ;
- des observatoires et centres de recherche (par exemple le MPIA) ;
- des programmes spatiaux ;
- des agences spatiales (par exemple le CNES et l'ESA) et de financement (par exemple l'ANR).

Les sigles utilisés de façon générale en sciences physiques ou dans les études théoriques, tels que ua (unité astronomique), IR (infrarouge), etc., sont exclus de cette liste.
- Haut – A
- B
- C
- D
- E
- F
- G
- H
- I
- J
- K
- L
- M
- N
- O
- P
- Q
- R
- S
- T
- U
- V
- W
- X
- Y
- Z

## 0-9
- 1C : First Cambridge Catalogue of Radio Sources, un des catalogues de sources radio de Cambridge (en)
- 2C : Second Cambridge Catalogue of Radio Sources
- 2dFGRS : 2dF [Two (2) degree Field] Galaxy Redshift Survey
- 3C : Third [3rd] Cambridge Catalogue of Radio Sources (« Troisième catalogue de Cambridge de sources radio »)
- 4C : Fourth Cambridge Survey
- 5C : Fifth Cambridge Survey of Radio Sources (en)
- 6C : Sixth Cambridge Survey of radio sources (en)
- 7C : Seventh Cambridge Survey (en)
- 8C : Eighth Cambridge Survey (en)
- 9C : Ninth Cambridge survey at 15 GHz
- 10C : Tenth Cambridge survey of radio sources at 15,7 GHz

- Haut – A
- B
- C
- D
- E
- F
- G
- H
- I
- J
- K
- L
- M
- N
- O
- P
- Q
- R
- S
- T
- U
- V
- W
- X
- Y
- Z

## A
- (NASA) AAP : Apollo Applications Program
- / AAPS : (en) Anglo-Australian Planet Search (« Recherche de planètes anglo-australienne »)
- / AAO : (en) Anglo-Australian Observatory (« Observatoire anglo-australien ») puis Australian Astronomical Observatory (« Observatoire astronomique australien »)
- AAS : (en) American Astronomical Society (« Union américaine d'astronomie », littéralement « Société astronomique américaine »)
- / AAT : (en) Anglo-Australian Telescope (« Télescope anglo-australien »)
- AAVSO : American Association of Variable Stars Observers (« Association américaine des observateurs d'étoiles variables »)
- ABRIXAS : A BRoad-band Imaging X-ray All-sky Survey
- ACBAR : Arcminute Cosmology Bolometer Array Receiver (« réseau de bolomètres pour la cosmologie à l'échelle de la minute d'arc »)
- ACE : (en) Advanced Composition Explorer (« Explorateur de composition avancé »)
- ACT : Atacama Cosmology Telescope
- ADASS : Astronomical Data Analysis Software and Systems
- AEB : (pt) Agência Espacial Brasileira (« Agence spatiale brésilienne »)
- Afa : (fr) Association française d'astronomie
- (ASI) AGILE : Astrorivelatore Gamma ad Immagini LEggero
- AIGO : (en) Australian International Gravitational Waves Observatory (« Observation international australien d'ondes gravitationnelles »)
- (ESO, NRAO, NAOJ) ALMA : Atacama Large Millimeter/submillimiter Array (en français « Vaste Réseau d’Antennes (Sub-)Millimétriques de l'Atacama » ; alma signifie également « âme » en espagnol)
- ALPO : (en) The Association of Lunar and Planetary Observers (« L'Association des observateurs de la Lune et des planètes »)
- AMBER : (en) Astronomical Multi Beam Recombiner[1] ou Astronomical Multi Beam combiner[2] (« Recombinateur ou Combinateur de faisceaux astronomiques multiples »)
- AMI : Arcminute Microkelvin Imager
- ANR : (fr) Agence nationale de la recherche
- Antares : (en) Astronomy with a Neutrino Telescope and Abyss Environmental Research (« Astronomie avec un télescope neutrino et recherche en environnement abyssal »)
- APASS : AAVSO Photometric All-Sky Survey
- (MPIfR, ESO, OSO) APEX : Atacama Pathfinder Experiment
- APF : (en) Automated Planet Finder (« Chercheur de planète automatisé »)
- APT : (en) Automated Patrol Telescope (en) (« Télescope de patrouille automatisé »)
- Ariel : (en) Atmospheric Remote-Sensing Infrared Exoplanet Large-survey (« Grand relevé exoplanétaire infrarouge de détection à distance d'atmosphères »)
- ArTéMiS : Architectures de bolomètres pour des télescopes à grand champ de vue dans le domaine sub-millimétrique au sol[3]
- ASAL : (fr) Agence spatiale algérienne
- ASAS-SN : (en) All Sky Automated Survey for SuperNovae
- ASC : (fr) Agence spatiale canadienne (en anglais Canadian Space Agency, CSA)
- ASE : (fr) Agence spatiale européenne (en anglais European Space Agency, ESA)
- ASI : (it) Agenzia Spaziale Italiana (« Agence spatiale italienne »)
- ASKAP : (en) Australian Square Kilometre Array Pathfinder («  »)
- (NASA) ASTER : Advanced Spaceborne Thermal Emission and Reflection Radiometer (« Radiomètre spatioporté avancé de mesure de l'émission thermique et de la réflexion »)
- ATV : (en) Automated Transfer Vehicle (en français « Véhicule automatique de transfert européen »)
- (ESA & JAXA) ATHENA : (en) Advanced Telescope for High ENergy Astrophysics (en français « télescope avancé pour l'astrophysique des hautes énergies »), ex-IXO
- ATLAS : Asteroid Terrestrial-impact Last Alert System
- ATV : Automated Transfer Vehicle (Véhicule automatique de transfert européen)
- AVO : Astrophysical Virtual Observatory (en)
- AXAF : (en) Advanced X-ray Astrophysics Facility (« Installation astrophysique avancée en rayons X »), nom initial de Chandra

- Haut – A
- B
- C
- D
- E
- F
- G
- H
- I
- J
- K
- L
- M
- N
- O
- P
- Q
- R
- S
- T
- U
- V
- W
- X
- Y
- Z

## B
- BAAVSS : British Astronomical Association Variable Star Section (« Section étoiles variables de l'Association astronomique britannique »)
- BBO : (en) Big Bang Observer (en français « Observateur du Big Bang »)
- BOOMERanG : Balloon Observations of Millimetric Extragalatic Radiation and Geophysics
- BOSS : Baryon Oscillation Spectroscopic Survey

- Haut – A
- B
- C
- D
- E
- F
- G
- H
- I
- J
- K
- L
- M
- N
- O
- P
- Q
- R
- S
- T
- U
- V
- W
- X
- Y
- Z

## C
- CADMOS : Centre d'aide au développement des activités en micro-pesanteur et des opérations spatiales
- CARSAM : Centre d'Astronomie et de Recherche Spatiale des Alpes-Mancelles
- (CNES/NASA) CALIPSO : Cloud Aerosol Lidar and Infrared Pathfinder Satellite Observations (en français « … »)
- Caltech : (en) California Institute of Technology (en français « Institut de technologie de Californie »)
- CARA : Center for Astrophysical Research in Antarctica (« Centre pour la recherche astrophysique en Antarctique »)
- CARMA : Combined Array for Research in Millimeter-wave Astronomy
- CARMENES :  Calar Alto High-Resolution Search for M dwarfs with Exoearths with Near-Infrared and Optical Échelle Spectrographs (« Recherche à haute résolution de Calar Alto de naines M avec exoterres avec des spectrographes échelles proche infrarouge et optique »)[4]
- CAT : Cosmic Anisotropy Telescope (en)
- CBI : Cosmic Background Imager
- CCAFS : (en) Cape Canaveral Air Force Station (en français « Base de lancement de Cape Canaveral »)
- CDS : Centre de données astronomiques de Strasbourg
- (NASA) CERES : Clouds and the Earth's Radiant Energy System
- CESR : Centre d'études spatiales des rayonnements
- CFBDSIR : (en) Canada-France Brown Dwarf Survey-InfraRed (« Relevé infrarouge de naines brunes franco-canadien »)
- CFEPS : Canada-France Ecliptic Plane Survey[5] (« Relevé franco-canadien dans le plan de l'écliptique »)
- CFHO et CFHT : Canada-France-Hawaii Observatory et Canada-France-Hawaii Telescope, en français « Observatoire Canada-France-Hawaï » (OCFH) et « Télescope Canada-France-Hawaï » (TCFH)
- (NASA) CGRO : Compton Gamma-Ray Observatory
- ChemCam : Chemistry and Camera complex (en)
- CHEOPS : CHaracterizing ExOPlanets Satellite (en français « Satellite de caractérisation d'exoplanètes »)
- CIA : Coronographe interférentiel achromatique
- CLFST : Cambridge Low Frequency Synthesis Telescope (en)
- CN : Catalogue of Nebulae and Clusters of Stars
- CNES : (fr) Centre national d'études spatiales
- CNRS : Centre national de la recherche scientifique
- COAST : Cambridge Optical Aperture Synthesis Telescope
- COBE : Cosmic Background Explorer (« Explorateur du fond cosmique »)
- (IN2P3) Cocote : Compact Compton Telescope[6]
- CONAE : (es) Comisión Nacional de Actividades Espaciales (en français « Commission nationale des activités spatiales », c'est-à-dire l'agence spatiale argentine)
- CoRoT : (fr) Convection, Rotation et Transits planétaires (en anglais Convection, Rotation and planetary Transits) (nommé en l'honneur de Jean-Baptiste Corot)
- COSMOGRAIL : Cosmological Monitoring of Gravitational Lenses[7]
- CRAAG : Centre de recherche en astronomie, astrophysique et géophysique
- CRAL : (fr) Centre de recherche astrophysique de Lyon, anciennement Centre de recherche astronomique de Lyon
- CRIRES : (en) CRyogenic high-resolution InfraRed Echelle Spectrograph (« Spectrographe échelle infrarouge à haute résolution cryogénique »)
- CRTS : Catalina Real-time Transient Survey (en)
- CSA : (en) Canadian Space Agency (en français « Agence spatiale canadienne », ASC)
- CTA : Cherenkov Telescope Array
- CTIO : Cerro Tololo Inter-American Observatory (Observatoire interaméricain du Cerro Tololo)
- CXO : Chandra X-ray Observatory (Observatoire de rayons X Chandra)
- CYGNSS : Cyclone Global Navigation Satellite System

- Haut – A
- B
- C
- D
- E
- F
- G
- H
- I
- J
- K
- L
- M
- N
- O
- P
- Q
- R
- S
- T
- U
- V
- W
- X
- Y
- Z

## D
- (ObsGE/PlanetS) DACE : Data and Analysis Center for Exoplanets (Centre de données et d'analyse pour les exoplanètes)
- DAMPE : Dark Matter Particle Explorer (Explorateur de particules de matière noire)
- DANEOPS : DLR-Archenhold Near Earth Objects Precovery Survey (en)
- DASCH : Digital Access to a Sky Century @ Harvard (en)
- DASI : Degree Angular Scale Interferometer (soit « interféromètre à l'échelle angulaire d'un degré »)
- DAVINCI : Deep Atmosphere Venus Investigation of Noble gases, Chemistry, and Imaging
- DECIGO : (en) Deci-hertz Interferometer Gravitational wave Observatory (en français « observatoire interférométrique déci-hertz d'ondes gravitationnelles »)
- DECLIC : Dispositif d'étude de la croissance et des liquides critiques
- (CNES) DEMETER : Detection of Electro-Magnetic Emissions Transmitted from Earthquake Regions
- DLR : Deutsches Zentrum für Luft- und Raumfahrt (« Centre allemand pour l'aéronautique et l'aérospatiale », c'est-à-dire l'agence spatiale allemande)
- DSMCE : Discovery & Scout Mission Capability Expansion
- (NOAA-NASA-USAF) DSCOVR : Deep Space Climate Observatory (« Observatoire du climat depuis l'espace lointain »)
- DSS : (en) Digitized Sky Survey (« Relevé du ciel numérisé »)

- Haut – A
- B
- C
- D
- E
- F
- G
- H
- I
- J
- K
- L
- M
- N
- O
- P
- Q
- R
- S
- T
- U
- V
- W
- X
- Y
- Z

## E
- EChO : (en) Exoplanet Characterisation Observatory (« Observatoire de caractérisation des exoplanètes »)
- (ESO) E-ELT : (en) European Extremely Large Telescope (« Extrêmement grand télescope européen »)
- EJSM/Laplace : Europa Jupiter System Mission – Laplace
- EMMI : ESO Multi-Mode Instrument (« Instrument multimode de l'ESO »)
- (NASA) EPOXI : Extrasolar Planet Observation and Deep Impact Extended Investigation (« Observation de planètes extrasolaires et recherche étendue de Deep Impact »)
- (NASA) EOS : Earth Observing System (« Système d'observation de la Terre »)
- EPIC : (en) Ecliptic Plane Input Catalog (« Catalogue d'entrées du plan de l'écliptique »)
- EPTA : European Pulsar Timing Array
- ERBS : Earth Radiation Budget Satellite

- ESA : (en) European Space Agency (en français : Agence spatiale européenne, ASE)
- ESIS : European Space Information System (en)
- ESO : (en) European Southern Observatory (en français « Observatoire européen austral »)
- ESPaDOnS : (en) Echelle SpectroPolarimetric Device for the Observation of Stars[8] (en français « Dispositif spectropolarimétrique échelle pour l'observation d'étoiles »), installé au CFHT.
- ESPRESSO : (en) Echelle SPectrograph for Rocky Exoplanet- and Stable Spectroscopic Observations[9] (en français « Spectrographe échelle pour des observations d'exoplanètes rocheuses et (des observations) spectroscopiques stables »)

- Haut – A
- B
- C
- D
- E
- F
- G
- H
- I
- J
- K
- L
- M
- N
- O
- P
- Q
- R
- S
- T
- U
- V
- W
- X
- Y
- Z

## F
- (NASA) FAME : Full-sky Astrometric Mapping Explorer
- FIFI-LS : Field-Imaging Far-Infrared Line Spectrometer (Spectromètre linéaire pour l'imagerie dans l'infrarouge lointain)
- FINESS :
- FKA / ФКА : (ru) Федеральное космическое агентство России (en français « Agence spatiale fédérale russe », communément appelée Roskosmos).
- FLAMES : Fibre Large Array Multi Element Spectrograph (« Spectrographe multi-élément à grand réseau de fibres »)
- FNS : (fr) Fonds national pour la science, remplacé par l'Agence nationale de la recherche
- FNS : (fr) Fonds national suisse de la recherche scientifique
- FORS : Focal reducer and low dispersion spectrograph (« Réducteur de focale et spectrographe à faible dispersion »)
- FOUR ACES : (en) Future Of Upper Atmospheric Characterization of Exoplanets with Spectroscopy[10] (« Futur de la caractérisation de la haute atmosphère d'exoplanètes par spectroscopie »)
- FRT : (fr) Fond pour la recherche technologique, remplacé par l'Agence nationale de la recherche

- Haut – A
- B
- C
- D
- E
- F
- G
- H
- I
- J
- K
- L
- M
- N
- O
- P
- Q
- R
- S
- T
- U
- V
- W
- X
- Y
- Z

## G
- GALAH : Galactic Archaeology with HERMES
- GALEX : Galaxy Evolution Explorer
- GBM : Gamma Burst Monitor (« - »), un des deux instruments du Fermi Gamma-ray Space Telescope
- GENGA : Gravitational Encounters (in N-body simulations (code)) with GPU Acceleration
- GEODSS : (en) Ground-based Electro-Optical Deep Space Surveillance (en français « Système au sol de surveillance électro-optique de l'espace profond »)
- GGS : (en) Global Geospace Science (en français « Science géospatiale mondiale »)
- GIARPS : GIANO + HARPS(-N)[11],[12]
- GLAST : Gamma-ray Large Area Space Telescope (« Télescope de grande surface pour les rayons gamma »), ancien nom du Fermi Gamma-ray Space Telescope (« Télescope spatial [de détection] des rayons gamma Fermi »)
- GLONASS (en russe ГЛОНАСС) : глобальная навигационная спутниковая система (globalnaïa navigatsionnaïa spoutnikovaïa sistéma, soit « système global de navigation satellitaire »)
- GMT : Giant Magellan Telescope (« Télescope géant Magellan »)
- GOODS : Great Observatories Origins Deep Survey
- GREAT : German Receiver for Astronomy at Terahertz Frequencies (Récepteur allemand pour l'astronomie aux fréquences térahertz)

- Haut – A
- B
- C
- D
- E
- F
- G
- H
- I
- J
- K
- L
- M
- N
- O
- P
- Q
- R
- S
- T
- U
- V
- W
- X
- Y
- Z

## H
- HARP-B : Heterodyne Array Receiver for B-band
- HARPS : High Accuracy Radial velocity Planet Searcher (« Chercheur de planètes grâce aux vitesses radiales à haute précision »)
- HARPS-N : High Accuracy Radial velocity Planet Searcher for the Northern hemisphere (« Chercheur de planètes grâce aux vitesses radiales à haute précision pour l'hémisphère nord »)
- HAWC : High Altitude Water Cherenkov Experiment
- HAWK-I : High Acuity Wide field K-band Imager (« Imageur à grand champ en bande K à grande acuité »). Hawk signifie également « buse, rapace » en anglais, ce qui fait un jeu de mots avec le High Accuity, « grande acuité », ces animaux étant réputés avoir une grande acuité visuelle.
- HCO : (en) Harvard College Observatory (« Observatoire de l'université Harvard »)
- HD : catalogue Henry Draper
- HEARTS : Hot Exoplanet Atmospheres Resolved with Transit Spectroscopy
- (NASA) HEASARC : High Energy Astrophysics Science Archive Research Center
- HESS : High Energy Stereoscopic System
- HiCIBaS : High Contrast Imaging Balloon System
- (ESA) Hipparcos : High precision parallax collecting satellite (« Satellite de mesure de parallaxe à haute précision »)
- HIRES : High-Resolution Echelle Spectrograph (« Spectrographe échelle à haute résolution »)
- H0LiCOW (prononcé comme « Holy Cow ») : H0 Lenses in COSMOGRAIL's Wellspring[13]
- HoSTS : Homogeneous Study of Transiting Systems[14] (Étude homogène de systèmes en transits)
- HSO : (en) Herschel Space Observatory (« Observatoire spatial Herschel »)
- (NASA & ESA) HST : (en) Hubble Space Telescope (« télescope spatial Hubble »)
- (ESA) HTXS : High Throughput X-ray Spectroscopy Mission (en français « Mission de spectroscopie en rayons X à haut débit »), futur XMM-Newton

- Haut – A
- B
- C
- D
- E
- F
- G
- H
- I
- J
- K
- L
- M
- N
- O
- P
- Q
- R
- S
- T
- U
- V
- W
- X
- Y
- Z

## I
- IAP : Institut d'astrophysique de Paris
- IASF-Mi : Istituto di astrofisica spaziale e fisica cosmica di Milano (« Institut d'astrophysique spatiale et de physique cosmique de Milan (it) »)
- IC : Index Catalogue of Nebulae and Clusters of Stars
- INAF : Istituto Nazionale di Astrofisica
- INSU : Institut national des sciences de l'Univers
- INTEGRAL : International Gamma-Ray Astrophysics Laboratory
- IOTA :
  - Infrared Optical Telescope Array
  - International Occultation Timing Association
- IPAG : Institut de planétologie et d'astrophysique de Grenoble, créé en 2011 par fusion du LAOG et du LPG
- IRAF : Image Reduction and Analysis Facility
- IRAM : (fr) Institut de radioastronomie millimétrique, (de) Institut für Radioastronomie im Millimeterbereich, (es) Instituto de Radioastronomía Milimétrica
- IRAP : Institut de recherche en astrophysique et planétologie
- IRAS : (en) Infrared Astronomical Satellite (en français « Satellite astronomique infrarouge »)
- iREx : Institut de recherche sur les exoplanètes (Université de Montréal)
- ISDC : INTEGRAL Science Data Center (voir aussi INTEGRAL)
- ISEE : (en) International Sun-Earth Explorer (en français « Explorateur international Soleil-Terre »)
- ISO : (en) Infrared Space Observatory (en français « Observatoire spatial infrarouge »)
- ISRO : Indian Space Research Organisation (« Organisation indienne pour la recherche spatiale »)
- ISS : (en) International Space Station (en français « Station spatiale internationale »)
- IVO : Io Volcano Observer (en anglais « observateur des volcans d'Io »)
- IXO : International X-ray Observatory (en français « Observatoire international en rayons X »), futur ATHENA

- Haut – A
- B
- C
- D
- E
- F
- G
- H
- I
- J
- K
- L
- M
- N
- O
- P
- Q
- R
- S
- T
- U
- V
- W
- X
- Y
- Z

## J
- JAXA : (en) Japan Aerospace eXploration Agency (en japonais 宇宙航空研究開発機構 — uchū kōkū kenkyū kaihatsu kikō —, en français « Agence d'exploration aérospatiale japonaise »)
- JCMT : James Clerk Maxwell Telescope
- (NASA) JEO : (en) Jupiter Europa Orbiter
- (ESA) JGO : (en) Jupiter Ganymede Orbiter, finalement remplacée par JUICE
- JPL : (en) Jet Propulsion Laboratory
- (ESA) JUICE : (en) Jupiter Icy Moon Explorer (en français « explorateur des lunes glacées de Jupiter »), anciennement JGO et EJSM/Laplace.
- JWST : (en) James Webb Space Telescope (en français « télescope spatial James-Webb »), anciennement appelé Next Generation Space Telescope (« télescope spatial de prochaine génération »), NGST

- Haut – A
- B
- C
- D
- E
- F
- G
- H
- I
- J
- K
- L
- M
- N
- O
- P
- Q
- R
- S
- T
- U
- V
- W
- X
- Y
- Z

## K
- KAO : (Gerard P.) Kuiper Airborne Observatory (« Observatoire aéroporté Gerard P. Kuiper »)
- KIC : Kepler Input Catalog (« Catalogue d'entrées de Kepler »)
- KICC : Kavli Institute for Cosmology, Cambridge
- KiDs : Kilo Degree Survey (« Relevé kilo-degré[15] »)
- KIPAC : Kavli Institute for Particles Astrophysics and Cosmology
- KMOS : K-band Multi Object Spectrograph (« Spectrographe multi-objets en bande K »)
- KOA : Keck Observatory Archive
- KOI : Kepler Object of Interest (« Objet d'intérêt de Kepler »)

- Haut – A
- B
- C
- D
- E
- F
- G
- H
- I
- J
- K
- L
- M
- N
- O
- P
- Q
- R
- S
- T
- U
- V
- W
- X
- Y
- Z

## L
- LABOCA : Large APEX Bolometer Camera
- LADEE (NASA) : (en) Lunar Atmosphere and Dust Environment Explorer (en français « Explorateur de l'atmosphère et de l'environnement de poussières de la Lune »)
- LAGRANGE : LAser GRavitational-wave ANtenna at GEo-lunar Lagrange points[16]
- (NASA) LAMBDA : Legacy Archive for Microwave Background Data Analysis (partie du HEASARC)
- LAMOST : Large Sky Area Multi-Object Fibre Spectroscopic Telescope
- LAOG : (fr) Laboratoire d'astrophysique de Grenoble, fusionné en 2011 avec le LPG pour former l'IPAG
- LAT : Large Area Telescope (« Télescope de grande surface »), un des deux instruments du Fermi Gamma-ray Space Telescope
- LATT : Laboratoire d'astrophysique de Toulouse-Tarbes
- LBT : Large Binocular Telescope
- Lemur : (en) Limbed Excursion Mechanical Utility Robots (en français « Robots d'excursion membrés pour des services mécaniques »)
- LIGO : Laser Interferometer Gravitational-Wave Observatory
- LINEAR : Lincoln Near-Earth Asteroid Research
- LISA : Laser Interferometer Space Antenna
- LOFAR : Low-Frequency Array
- LPG : (fr) Laboratoire de planétologie de Grenoble, fusionné en 2011 avec le LAOG pour former l'IPAG
- LPC2E : Laboratoire de physique et chimie de l'environnement et de l'espace
- LPSC : Laboratoire de physique subatomique et de cosmologie de Grenoble
- LSC : LIGO Scientific Collaboration (cf. LIGO)
- LUCIFER : Large Binocular Telescope Near-infrared Spectroscopic Utility with Camera and Integral Field Unit for Extragalactic Rresearch (« Installation spectroscopique proche infrarouge du Grand Télescope binoculaire avec caméra et unité de champ intégral pour la recherche extragalactique »)
- LUT : Lunar-based Ultraviolet telescope[17]

- Haut – A
- B
- C
- D
- E
- F
- G
- H
- I
- J
- K
- L
- M
- N
- O
- P
- Q
- R
- S
- T
- U
- V
- W
- X
- Y
- Z

## M
- (NSA) M3 : Moon Mineralogy Mapper (« Cartographe de la minéralogie lunaire »)
- MAGIC : Major Atmospheric Gamma-ray Imaging Cherenkov Telescope
- MAHLI : Mars Hand Lens Imager (instrument du Mars Science Laboratory)
- MARDI : Mars Descent Imager (instrument du Mars Science Laboratory)
- MAROON-X : Magellan Advanced Radial velocity Observer Of Neighboring eXoplanets[18]
- MASCARA : Multi-site All-Sky CAmeRA[19]
- MAST : Mikulski Archive for Space Telescopes
- MASTCAM : Mast Camera (instrument du Mars Science Laboratory)
- (NASA) MAVEN : (en) Mars Atmosphere and Volatile EvolutioN
- MAXI : Monitor of All-sky X-ray Image
- MAXIMA : Millimeter Anisotropy eXperiment IMaging Array
- MER : (en) Mars Exploration Rover (en français « Rovers d'exploration de Mars »)
- MERLIN : Multi-Element Radio Linked Interferometer Network
- MESSENGER : (en) Mercury Surface, Space Environment, Geochemistry and Ranging (en français « Surface, environnement spatial, géochimie et télémétrie de Mercure » ; Messenger signifie également « messager »)
- MICADO : Multi-AO Imaging Camera for Deep Observations (« Caméra d'imagerie à optique adaptative multiple pour des observations profondes »)
- MIDAS : Moon Impacts Detection and Analysis System
- (CNES/ONERA) Microscope : Micro-satellite à traînée compensée pour l'observation du principe d'équivalence
- MIT : Massachusetts Institute of Technology (en français « Institut de technologie du Massachusetts »)
- MMX : Martian Moons Explorer
- MODIS : Moderate-Resolution Imaging Spectroradiometer
- (ISRO) MOM : Mars Orbiter Mission
- (ASC/CSA) MOST : Microvariability and Oscillations of STars, Microvariabilité et oscillations stellaires
- MPA : Max-Planck-Institut für Astrophysik (en français « Institut Max-Planck d'astrophysique »)
- MPE : (de) Max-Planck-Institut für extraterrestrische Physik (en français « Institut Max-Planck de physique extraterrestre »)
- MPS : (de) Max-Planck-Institut für Sonnensystemforschung (« Institut Max-Planck de recherche sur le Système solaire »). Jusqu'en 2004, MPAE : Max-Planck-Institut für Aeronomie (« Institut Max-Planck pour l'aéronomie »)
- MRAO : Mullard Radio Astronomy Observatory (Observatoire de radioastronomie Mullard)
- MRO : Magdalena Ridge Observatory
- MRT : Mauritius Radio Telescope (en)
- MSL : (en) Mars Science Laboratory (en français « Laboratoire scientifique pour Mars »)
- (ESO) MUSE : (en) Multi Unit Spectroscopic Explorer (« Explorateur spectroscopique multi-unités »)

- Haut – A
- B
- C
- D
- E
- F
- G
- H
- I
- J
- K
- L
- M
- N
- O
- P
- Q
- R
- S
- T
- U
- V
- W
- X
- Y
- Z

## N
- NaCo : NAOS-CONICA : Nasmyth Adaptive Optics System (NAOS) Near-Infrared Imager and Spectrograph (CONICA) (« Système d'optique adaptative pour Nasmyth et imageur et spectrographe en proche infrarouge »)
- NANOGrav : North American Nanohertz Observatory for Gravitational Waves
- NAOJ : (en) National Astronomical Observatory of Japan (Observatoire astronomique national du Japon)
- NASA : (en) National Aeronautics and Space Administration (en français : « Administration nationale de l'aéronautique et de l'espace »)
- NED : NASA/IPAC Extragalactic Database
- NEOCam : Near-Earth Object Camera
- NGC : New General Catalogue of Nebulae and Clusters of Stars (en français « Nouveau catalogue général de nébuleuses et amas d'étoiles »)
- NGC 2000.0 : Complete New General Catalog and Index Catalog of Nebulae and Star Clusters
- NGO : New Gravitational wave Observer
- NGS-POSS : (en) National Geographic Society - Palomar Observatory Sky Survey (« Société géographique nationale - Relevé du ciel de l'observatoire du mont Palomar »)
- NGST : (en) Next Generation Space Telescope (en français « Télescope spatial de prochaine génération »), renommé ensuite James Webb Space Telescope (« télescope spatial James-Webb »), JWST
- NGTS : Next-Generation Transit Survey[20] (en français « Relevé de transits de nouvelle génération »)
- NIRPS : Near InfraRed Planet Searcher (« Chercheur de planètes en proche infrarouge »)
- (NASA & ISRO) NISAR : NASA-ISRO Synthetic Aperture Radar
- NODO : NASA Orbital Debris Observatory (en)
- NOVA : Nederlandse Onderzoekschool Voor Astronomie[21] (en français l'École de recherche en astronomie des Pays-Bas[22], en anglais Netherlands Research School for Astronomy[21])
- NRAO : National Radio Astronomy Observatory (Observatoire national de radioastronomie[22])
- NRT : Nançay Radio Telescope
- NSF : National Science Foundation (en français la « Fondation nationale pour la science »)
- NTT : New Technology Telescope (« Télescope de nouvelle technologie »)
- NuSTAR : Nuclear Spectroscopic Telescope Array

- Haut – A
- B
- C
- D
- E
- F
- G
- H
- I
- J
- K
- L
- M
- N
- O
- P
- Q
- R
- S
- T
- U
- V
- W
- X
- Y
- Z

## O
- OAMP : Observatoire astronomique de Marseille-Provence
- OAUG, ObsGE, OGE et OG : Observatoire astronomique de l'Université de Genève (abrégé en Observatoire de Genève pour les deux derniers)
- OCFH : « Observatoire Canada-France-Hawaï » (en anglais Canada-France-Hawaii Observatory, CFHO)
- OMEGA : Observatoire pour la minéralogie, l'eau, les glaces et l'activité
- OMM : Observatoire du Mont-Mégantic
- ONERA : Office national d'études et de recherches aérospatiales
- OSUG : Observatoire des sciences de l'Univers de Grenoble
- OSO : Orbiting Solar Observatory
- OSSOS : Outer Solar System Origins Survey[23] (« Relevé des origines du système solaire externe »)

- Haut – A
- B
- C
- D
- E
- F
- G
- H
- I
- J
- K
- L
- M
- N
- O
- P
- Q
- R
- S
- T
- U
- V
- W
- X
- Y
- Z

## P
- Pan-STARRS : (en)Panoramic Survey Telescope And Rapid Response System (« Télescope pour relevé panoramique et système à réponse rapide »)
- (CNES) PARASOL : Polarisation et Anisotropie des Réflectances au sommet de l’Atmosphère, couplées avec un Satellite d’Observation emportant un Lidar
- PASTIS : (en) Planet Analysis and Small Transit Investigation Software[24] (« Logiciel d'analyse planétaire et de recherche de petits transits »)
- PHARAO : Projet d'horloge atomique par refroidissement d'atomes en orbite
- PIONIER : Precision Integrated-Optics Near-infrared Imaging Experiment (« Expérience d'imagerie de précision à optique intégrée en proche infrarouge »)
- PISCO : Parallel Imager for Southern Cosmology Observations, imageur multibande sur le télescope Magellan Clay
- PLANET : Probing Lensing Anomalies Network (en français « Réseau sondant les anomalies lenticulaires »)
- (ESA) PLATO : Planetary Transits and Oscillations of stars (« Transits planétaires et oscillations stellaires »)
- (U.Tokyo/JAXA) PROCYON : Proximate Object Close flYby with Optical Navigation («  »)
- (CNES) Proteus : Plate-forme Reconfigurable pour l'Observation, les Télécommunications Et les Usages Scientifiques
- PPTA : Parkes Pulsar Timing Array

- Haut – A
- B
- C
- D
- E
- F
- G
- H
- I
- J
- K
- L
- M
- N
- O
- P
- Q
- R
- S
- T
- U
- V
- W
- X
- Y
- Z

## R
- RASNZ : Royal Astronomical Society of New Zealand (Société royale d'astronomie de Nouvelle-Zélande)
- RECONS : Research Consortium on Nearby Stars
- RIC : Revised Index Catalogue
- RNGC : Revised New General Catalogue, de son nom complet Revised New Catalogue of Nonstellar Astronomical Objects
- RNGC/IC : Revised New General Catalogue and Index Catalogue
- RXTE : Rossi X-ray Timing Explorer

- Haut – A
- B
- C
- D
- E
- F
- G
- H
- I
- J
- K
- L
- M
- N
- O
- P
- Q
- R
- S
- T
- U
- V
- W
- X
- Y
- Z

## S
- S5 : Fifth Survey of Strong Radio Sources (Cinquième relevé de fortes sources radio)
- SAAO : (en) South African Astronomical Observatory (en français « Observatoire astronomique sud-africain »)
- SABCA : (fr) « Société anonyme belge de constructions aéronautiques »
- SAF : (fr) « Société astronomique de France »
- SAMI : Sydney-AAO Multi-object Integral field (survey de galaxies)[25]
- SAO : (en) Smithsonian Astrophysical Observatory
- (ESIEESPACE) SARA : Satellite amateur de radio-astronomie
- SDO : (en) Solar Dynamics Observatory (en français « Observatoire de la dynamique solaire »)
- SDSS : (en) Sloan Digital Sky Survey (en français « Relevé numérique du ciel Sloan »)
- SCExAO : Subaru Coronagraphic Extreme Adaptive Optics
- SEAWOLF : (en) Search for Exoplanets by Analysis of WASP Optical Lightcurves and Follow-up[26]
- SEGUE : Sloan Extension for Galactic Understanding and Exploration
- SEPIA : Swedish-ESO PI receiver for APEX[27]
- SETI : Search for extraterrestrial intelligence (en français « Recherche d’intelligence extraterrestre »)
- SINFONI : Spectrograph for Integral Field Observations in the Near Infrared (« Spectrographe pour des observations intégrales de champ en proche infrarouge »)
- SIRTF : (en) Space Infrared Telescope Facility (renommé Spitzer à son lancement)
- SITELLE : Spectromètre imageur à transformée de Fourier pour l'étude en long et en large de raies d'émission[28]
- SKA : Square Kilometre Array
- SMART : Small Missions for Advanced Research in Technology (SMART-1 et SMART-2, ce dernier devenu actuellement LISA Pathfinder)
- S-NPP : Suomi National Polar Orbiting Partnership
- SOFIA : Stratospheric Observatory for Infrared Astronomy (« Observatoire stratosphérique pour l'astronomie infrarouge »)
- SoHO : (en) Solar and Heliospheric Observatory (en français « Observatoire solaire et héliosphérique »)
- SOIRDETE : Synthèse d'ouverture en infrarouge par détection hétérodyne
- SOPHIE : (fr) « Spectrographe pour l'Observation des Phénomènes des Intérieurs stellaires et des Exoplanètes »
- SPHERE : (en) Spectro Polarimetric High contrast Exoplanet REsearch (« Recherche d'exoplanètes par spectro-polarimétrie à haut contraste ») / (fr) Spectro-Polarimètre à Haut contraste destiné à la REcherche d'Exoplanètes
- SpiOMM : Spectromètre Imageur de l'Observatoire du mont Mégantic
- (DGA/CNES) SPIRALE : Système préparatoire infra-rouge pour l'alerte
- SPIRITS : Spitzer InfraRed Intensive Transients Survey
- SPIRou : SpectroPolarimètre InfraRouge
- SRT : Sardinia Radio Telescope
- SPLASH : Spectroscopic and Photometric Landscape of Andromeda's Stellar Halo
- STScI : (en) Space Telescope Science Institute (« Institut de science du télescope spatial (Hubble) »)
- S&T : Sky & Telescope
- STENTOR : Satellite de télécommunications pour expérimenter les nouvelles technologies en orbite
- (NASA) STEREO : (en) Solar Terrestrial Relations Observatory
- (CNES, CNSA) SVOM : Space Variable Objects Monitor
- SWEEPS : Sagittarius Window Eclipsing Extrasolar Planet Search (« Recherche de planètes extrasolaires éclipsant [leur étoile] dans la fenêtre du Sagittaire »)
- (ObsGE) SYCLIST : SYnthetic CLusters, Isochrones, and Stellar Tracks[29]
- SYMPA : Seismographic Imaging Interferometer for Monitoring Planetary Atmospheres (« Interféromètre imageur sismographique de surveillance (?) des atmosphères planétaires »)
- Syracuse : SYstème de RAdioCommunication Utilisant un SatellitE

- Haut – A
- B
- C
- D
- E
- F
- G
- H
- I
- J
- K
- L
- M
- N
- O
- P
- Q
- R
- S
- T
- U
- V
- W
- X
- Y
- Z

## T
- TandEM : Titan and Enceladus Mission (cf. TSSM)
- (CNES) TARANIS : Tool for the Analysis of RAdiation from lightNIng and Sprites
- TCFH : « Télescope Canada-France-Hawaï »[30] (en anglais Canada-France-Hawaii Telescope, CFHT)
- (ObsGE/EPFL) TELESTO : Telescope for Science, Teaching and Outreach (« Télescope pour la science, l'enseignement et la vulgarisation »)
- (NASA) TESS : Transiting Exoplanet Survey Satellite
- THEMIS :
  - Thermal Emission Imaging System (spectromètre visible et infrarouge à bord de Mars Odyssey)
  - Télescope héliographique pour l'étude du magnétisme et des instabilités solaires[31]
  - Time History of Events and Macroscale Interactions during Substorms
- (ESA) THOR : (en) Turbulence Heating ObserveR («  »)
- TLS : Tunable Laser Spectrometer (« Spectromètre Laser Syntonisable »[32]), instrument du laboratoire Sample Analysis at Mars (SAM) du Mars Science Laboratory.
- TMT : (en) Thirty-Meter Telescope (« Télescope de Trente Mètres »)
- TSSM : Titan Saturn System Mission, fusion de TandEM (ESA) et Titan Explorer 2007 (NASA)
- TPF : Terrestrial Planet Finder (« Chercheur de planètes telluriques »)
- TRAPPIST : Transiting planets and planetesimals small telescope (« petit télescope pour planètes qui transitent et les planétésimaux »)

- Haut – A
- B
- C
- D
- E
- F
- G
- H
- I
- J
- K
- L
- M
- N
- O
- P
- Q
- R
- S
- T
- U
- V
- W
- X
- Y
- Z

## U
- UAI : Union astronomique internationale
- UESAC : (en) Uppsala-ESO Survey of Asteroids and Comets
- UKIRT : (en) United Kingdom Infrared Telescope (« Télescope infrarouge du Royaume-Uni »)
- UKST : (en) UK Schmidt Telescope (« Télescope de Schmidt britannique »)
- UCLES : (en) University College London Echelle Spectrograph (« Spectrographe échelle de l'University College London »)
- UVES : Ultraviolet and Visual Echelle Spectrograph (« Spectrographe échelle dans le visible et l'ultraviolet »)

- Haut – A
- B
- C
- D
- E
- F
- G
- H
- I
- J
- K
- L
- M
- N
- O
- P
- Q
- R
- S
- T
- U
- V
- W
- X
- Y
- Z

## V
- Vega : (it) Vettore Europeo di Generazione Avanzata (en français : « Lanceur européen de génération avancée »)
- VERITAS : Venus Emissivity, Radio Science, InSAR, Topography, and Spectroscopy
- VERITAS : Very Energetic Radiation Imaging Telescope Array System
- VIKING : VISTA Kilo-degree Infrared Galaxy survey (Relevé de galaxie en infrarouge dans [un champ de vue d']un kilodegré par VISTA
- VIMOS : (en) Visible multi-object spectrograph (« Spectrographe multi-objets dans le visible »
- VIRCAM : (en) VISTA Infrared Camera (« Caméra infrarouge de VISTA ») (voir aussi ci-dessous « VISTA »)
- VISIR : VLT Imager and Spectrometer for mid Infrared (« Imageur et spectromètre en infrarouge moyen du VLT »)
- VISTA : (en) Visible and Infrared Survey Telescope for Astronomy (« Télescope de relevés en lumières visible et infrarouge pour l'astronomie »)
- VLBI : Very-long-baseline interferometry (« Interférométrie à très longue base »)
- VLT : (en) Very Large Telescope (en français « Très grand télescope »)
- VLTI : (en) Very Large Telescope Interferometer (en français « Interféromètre du Très grand télescope (interféromètre du VLT) » ; voir VLT juste au-dessus)
- VSA : Very Small Array
- VST : (en) VLT Survey Telescope (« Télescope de sondage du VLT[33] »)

- Haut – A
- B
- C
- D
- E
- F
- G
- H
- I
- J
- K
- L
- M
- N
- O
- P
- Q
- R
- S
- T
- U
- V
- W
- X
- Y
- Z

## W
- WEBT : Whole Earth Blazar Telescope (en)
- WFC3 : Wide Field Camera 3 (« Caméra à grand champ no 3 »)
- WFIRST : Wide Field Infrared Survey Telescope (« Télescope de relevé infrarouge à grand champ »)
- WHT : William Herschel Telescope (« Télescope William-Herschel »)

- WISE : (en) Wide-field Infrared Survey Explorer («  »)
- WMAP : (en) Wilkinson Microwave Anisotropy Probe (« Sonde de l'anisotropie micro-onde Wilkinson »)
- WSRT : Westerbork Synthesis Radio Telescope

- Haut – A
- B
- C
- D
- E
- F
- G
- H
- I
- J
- K
- L
- M
- N
- O
- P
- Q
- R
- S
- T
- U
- V
- W
- X
- Y
- Z

## X
- (ESA) XEUS : X-ray Evolving Universe Spectroscopy
- (ESA) XIPE : (en) X-ray Imaging Polarimetry Explorer («  »)
- (ESA) XMM-Newton : (en) X-ray Multi-Mirror Mission - Newton (en français « mission multi-miroirs en rayons X - Newton »), anciennement HTXS
- (ESA) : XCS : XMM Cluster Survey

- Haut – A
- B
- C
- D
- E
- F
- G
- H
- I
- J
- K
- L
- M
- N
- O
- P
- Q
- R
- S
- T
- U
- V
- W
- X
- Y
- Z

## Z
- Haut – A
- B
- C
- D
- E
- F
- G
- H
- I
- J
- K
- L
- M
- N
- O
- P
- Q
- R
- S
- T
- U
- V
- W
- X
- Y
- Z